# Оґродники (Венґровський повіт)
Оґродники (пол. Ogrodniki) — село в Польщі, у гміні Лохув Венґровського повіту Мазовецького воєводства.
Населення — 521 особа (2011).
У 1975-1998 роках село належало до Седлецького воєводства.

## Демографія
Демографічна структура станом на 31 березня 2011 року:
|          | Загалом | Допрацездатний вік | Працездатний вік | Постпрацездатний вік |
| -------- | ------- | ------------------ | ---------------- | -------------------- |
| Чоловіки | 260     | 56                 | 183              | 21                   |
| Жінки    | 261     | 59                 | 131              | 71                   |
| Разом    | 521     | 115                | 314              | 92                   |